# Reinardt Janse van Rensburg
Pour les articles homonymes, voir Janse, Janse van Rensburg et Rensburg.
Reinardt Janse van Rensburg (né le 3 février 1989 à Pretoria en Afrique du Sud) est un coureur cycliste sud-africain. Il n'a aucun lien de parenté avec Jacques Janse van Rensburg.

## Biographie
Reinardt Janse van Rensburg termine deuxième en 2007 du championnat d'Afrique du Sud du contre-la-montre juniors (17-18 ans) derrière Marnus Potgieter. Lors de la saison 2009, il remporté le Berg en Dale Classic, une course nationale. Lors des championnats d'Afrique disputés à Windhoek en Namibie en novembre, il remporté la médaille d'or dans l'épreuve du contre-la-montre par équipes. Dans le contre-la-montre individuel, il se classe deuxième, remportant l'or dans la catégorie espoirs (moins de 23 ans). Lors de la course en ligne, il termine neuvième et il décroche l'argent dans la catégorie espoirs. 
Il est membre depuis 2010 de l'équipe continentale sud-africaine MTN Energade. Lors de cette première saison, il est devenu champion d'Afrique du Sud du contre-la-montre espoirs.
Le 7 juin 2013, il chute lourdement lors de la sixième étape du Critérium du Dauphiné et souffre d'un traumatisme facial.
Fin 2015 il prolonge le contrat qui le lie à son employeur.
Sans contrat à la fin de l'année 2021 et l'arrêt de la structure Qhubeka Assos, il intègre l'équipe belge World Tour Lotto-Soudal à partir de mai 2022. Il annonce mettre fin à sa carrière à l'issue de la saison avant de se raviser quelque temps plus tard.

## Palmarès et classements mondiaux

### Palmarès
- 2007
  - 2e du championnat d'Afrique du Sud du contre-la-montre juniors
- 2009
  -  Champion d'Afrique du contre-la-montre espoirs
  -  Champion d'Afrique du contre-la-montre par équipes (avec Christoff van Heerden, Ian McLeod et Jay Robert Thomson)
  - Berge en Dale Classic
  -  Médaillé d'argent du championnat d'Afrique du contre-la-montre
  -  Médaillé d'argent du championnat d'Afrique sur route espoirs
  - 2e du Powerade Dome 2 Dome Cycling Spectacular
  - 9e du championnat d'Afrique sur route
- 2010
  -  Champion d'Afrique du Sud du contre-la-montre espoirs
  - Knysna Tour
  - Lost City Classic
  - 1re étape du Tour du Rwanda
  -  Médaillé d'argent du championnat d'Afrique du contre-la-montre
  -  Médaillé d'argent du championnat d'Afrique du contre-la-montre par équipes
  -  Médaillé d'argent du championnat d'Afrique sur route espoirs
  -  Médaillé d'argent du championnat d'Afrique du contre-la-montre espoirs
  - 3e du championnat d'Afrique du Sud sur route espoirs
  - 3e du Tour du Rwanda
  - 7e du championnat d'Afrique sur route
- 2011
  -  Médaillé d'or du contre-la-montre aux Jeux africains
  -  Médaillé d'or du contre-la-montre par équipes aux Jeux africains (avec Jay Thomson, Nolan Hoffman et Darren Lill)
  - 2e étape du Tour du Maroc
  - Dome 2 Dome Road Race
  - Pick 'n Pay OFM Classic
  - 2e étape du Herald Sun Tour
  - 2e du championnat d'Afrique du Sud du contre-la-montre espoirs
  - 2e du Tour de Hainan
  -  Médaillé d'argent du championnat d'Afrique du contre-la-montre par équipes
  -  Médaillé de bronze du championnat d'Afrique du contre-la-montre
  -  Médaillé de bronze du championnat d'Afrique sur route
  -  Médaillé de bronze de la course en ligne aux Jeux africains
- 2012
  -  Champion d'Afrique du Sud du contre-la-montre
  - East Rand Classic
  - Berge en Dale Classic
  - Carnival City Race
  - Cape Argus Cycle Tour
  - Tour du Maroc :
    - Classement général
    - 1re, 5e, 6e et 8e étapes

  - Tour de Bretagne :
    - Classement général
    - 4e étape

  - Tour d'Overijssel :
    - Classement général
    - Prologue

  - Circuit de Wallonie
  - Ronde van Zeeland Seaports
  - Prologue et 10e étape du Tour du Portugal
  - Satellite Challenge
  - 947 Ride Joburg
  - 2e du championnat d'Afrique du Sud sur route
  - 3e de l'UCI Africa Tour
- 2013
  - Binche-Tournai-Binche - Mémorial Frank Vandenbroucke
  - 2e de la Clásica de Almería
  - 3e du Prix national de clôture
- 2015
  -  Médaillé d'argent du championnat d'Afrique du contre-la-montre par équipes
  - 2e du championnat d'Afrique du Sud du contre-la-montre
  -  Médaillé de bronze du championnat d'Afrique du contre-la-montre
  - 4e du championnat d'Afrique sur route
- 2016
  - Classement général du Tour de Langkawi
  - 2e du championnat d'Afrique du Sud du contre-la-montre
  - 3e du championnat d'Afrique du Sud sur route
- 2017
  -  Champion d'Afrique du Sud sur route
- 2019
  - 3e du Grand Prix du canton d'Argovie
- 2022
  -  Champion d'Afrique du Sud sur route
  - Anatomic Jock Classic
  - 947 Ride Joburg
  -  Médaillé d'argent du championnat d'Afrique du contre-la-montre par équipes
  -  Médaillé d'argent du championnat d'Afrique sur route
- 2023
  -  Champion d'Afrique du Sud du critérium
  - 3e étape de la Tucson Bicycle Classic
  - 2e du championnat d'Afrique du Sud sur route
  - 2e de la Tucson Bicycle Classic
- 2025
  - Die Groot Trap
  - Tour du Bénin : 
    - Classement général
    - 1re et 5e étapes

  - Grand Prix de Cotonou

### Résultats sur les grands tours

#### Tour de France
6 participations
- 2015 : 96e
- 2016 : 115e
- 2017 : 118e
- 2018 : 110e
- 2019 : 124e
- 2022 : 132e

#### Tour d'Espagne
3 participations
- 2013 : 98e
- 2020 : 103e
- 2021 : hors-délais (7e étape)

### Classements mondiaux
| Année                                 | 2009 | 2010 | 2011 | 2012 | 2013 | 2014 | 2015 | 2016  | 2017 | 2018 | 2019 | 2020 | 2021 | 2022 | 2023 | 2024  |
| ------------------------------------- | ---- | ---- | ---- | ---- | ---- | ---- | ---- | ----- | ---- | ---- | ---- | ---- | ---- | ---- | ---- | ----- |
| UCI World Tour                        |      |      |      |      | 201e | 158e |      | nc    | 265e | 304e |      |      |      |      |      |       |
| Classement mondial                    |      |      |      |      |      |      |      | 218e  | 206e | 610e | 232e | 437e | 368e | 191e | 870e | 1162e |
| UCI Europe Tour                       | nc   | nc   | nc   | 10e  |      |      | 784e | 1468e | 284e | 454e |      |      |      |      |      |       |
| UCI Asia Tour                         | nc   | nc   | 197e | 22e  |      |      | nc   | 22e   | 157e | nc   |      |      |      |      |      |       |
| UCI Oceania Tour                      | nc   | nc   | nc   | 7e   |      |      | nc   | 54e   | nc   | nc   |      |      |      |      |      |       |
| UCI Africa Tour                       | 64e  | 14e  | 13e  | 3e   |      |      | 38e  | 42e   | 27e  | nc   | 7e   | 12e  | 11e  | 5e   | 43e  | 87e   |
|                                       |      |      |      |      |      |      |      |       |      |      |      |      |      |      |      |       |
| Légende : nc = non classéSource : UCI |      |      |      |      |      |      |      |       |      |      |      |      |      |      |      |       |